# Bátori Mária
Bátori Mária ist eine 1840 uraufgeführte romantische Oper des ungarischen Komponisten Ferenc Erkel.

## Literarische Vorlage, Werkgeschichte und -rezeption
Das von Béni Egressy verfasste Libretto der Oper basiert auf dem gleichnamigen Schauspiel (1794) des András Dugonics, welches das Drama Ines de Castro (1784) des Julius von Soden nach Ungarn verlegt. Am 1. März 1838 fand eine Aufführung des Dramas Bátori Mária am Ungarischen Theater in Pest statt, welche wohl Erkel die Idee für die Oper gab.
Die tragische Geschichte der Inês de Castro wurde literarisch seit dem 16. Jahrhundert zuerst von Garcia de Resende in den Trovas à Morte de Inês de Castro, in seinem Cancioneiro Geral (1516) sowie von Luís Vas de Camões in seinem Versepos Die Lusiaden (1572) verarbeitet und war seit António Ferreiras Drama A Castro (1587 postum uraufgeführt) beliebter Stoff in der portugiesischen und internationalen Literatur, insbesondere als Schauspiel und Oper (u. a. von Giuseppe Persiani). Mária selbst ist eine fiktive Person, während König Kálmán und Prinz István historische Figuren sind.
Egressy reduzierte die fünf Akte des Dramas gemäß dem damals gängigen italienischen Modell auf zwei, strich Figuren und machte aus Prosa Verse. Die Oper wurde am 8. August 1840 im Ungarischen Nationaltheater uraufgeführt. Sie war ein großer Erfolg und wurde für damalige Verhältnisse viel gespielt: Es fanden 32 Aufführungen der kompletten Oper und vier Teilaufführungen statt. Die Reaktionen der Presse fielen gemischt aus: Die Kritik der Honművész-Ausgabe vom 13. August nannte Mária Bátori eine deutsche Oper, in der die ungarischen Elemente aufgesetzt wirken und zu oft wiederholt werden. Die Kritik betonte, Erkel habe der Heldin die schönsten Melodien in den Mund gelegt, hielt aber die Oper in ihrer Gesamtheit für wirkungslos. Aufgrund einer Reihe von Krankheiten fand die zweite Vorstellung erst am letzten Augusttag statt. Diesmal schrieb das Pester Tageblatt eine detaillierte Analyse der Oper und kam darin zu dem Urteil, dass es Erkel gelungen sei, die Volksmusik auf die Höhe der Oper zu heben. Imre Vahot war gegen die Einbeziehung historischer Persönlichkeiten in Opern. Ferenc Toldy war der Ansicht, dass man den Beginn der Geschichte der Oper in Ungarn bei Mária Bátori ansetzen könne.
Mit der Premiere war die Komposition der Oper jedoch nicht abgeschlossen (eine Praxis, an der er auch bei Lászlo Hunyadi festhielt). So erweiterte er 1841 die Partitur erst um die Ouvertüre und später im Laufe des Jahres um eine zweiteilige Arie für István im ersten Akt. 1852 komponierte Erkel anlässlich eines Gastspiels der Sopranistin Luise Liebhardt eine Cabaletta für Márias Arie im zweiten Akt. Schließlich ergänzte er einen Rachechor, mit dem er die Oper enden ließ, während vorher der Chor kaum eine Rolle gespielt hatte. Erneut im Programm war sie in den Jahren 1846, 1852 und 1858. Zuletzt stand die Oper in Pest am 28. April 1860 auf dem Spielplan. Außerhalb ungarischsprachiger Gebiete fand die Oper jedoch keine Beachtung. 1950 erstellte das Ungarische Radio eine Aufnahme der Oper, der jedoch eine stark gekürzte Bearbeitung aus der Zeit nach Erkels Tode zugrunde liegt. Eine andere Aufnahme, die 1986 gesendet wurde, von Amadé Németh dirigiert und mit einem von Ákos Fodor bearbeiteten Text, war nicht ganz so drastisch gekürzt. Erneut auf der Bühne gespielt wurde Bátori Mária jedoch erst im Jahre 2000 an der Klausenburger Staatlichen Ungarischen Oper. Die Aufführungen in Cluj-Napoca basierten auf der im selben Jahre als Teil einer kritischen Gesamtausgabe erschienenen ersten gedruckten Ausgabe der Partitur. 2001 wurde die Oper in Cluj-Napoca aufgenommen, 2002 wurde die Aufnahme veröffentlicht.

## Handlung

### Erster Akt
König Kálmán und sein Hof erwarten die Heimkehr des siegreichen Kronprinzen István. Die zwei Berater des Königs sind in Schwierigkeiten, weil sie große Abneigung gegen den Kronprinzen haben, und fürchten um ihren Platz am königlichen Hof. Als István kommt, sagt ihm der Vater, dass es Zeit ist, erneut zu heiraten, weil seine erste Frau gestorben ist. Mária Bátori soll seine Frau werden. Die zwei Berater protestieren und werfen Mária unmoralisches Leben vor. István hört nicht auf sie und fährt zu Mária nach Leányvár. Die Spione verfolgen ihn und berichten über jeden Schritt von ihm. Mária ist betrübt, weil sie keine Nachrichten von István hat. Die Freude ist groß, als István ankommt und er sie gleich um ihre Hand bittet. Sie ist zunächst zögerlich, weil sie von Intrigen am Hof weiß, doch zuletzt ist sie einverstanden. Sogleich wird auch die Hochzeit gefeiert.

### Zweiter Akt
Stephen und Márias Bruder Miklós fahren nichtsahnend zur Jagd, und Mária bleibt ohne Schutz zurück. Auf der Burg in Buda verlangen die beiden königlichen Berater eine Strafe für die frisch Vermählten, weil sie die Hochzeit in Buda hätten halten sollen. Der König ruft Mária zu sich. Sie antwortet tapfer auf alle Fragen und entkräftet die Vorwürfe. Der König verzeiht ihr. Trotzdem wird sie vom Berater heimtückisch ermordet. István und Miklós kehren von der Jagd zurück und schwören Rache.

## Musik
Die Musik ist von der italienischen Oper beeinflusst. Die ungarischen Elemente sind eher im Hintergrund.